# Хьюстон Кугэрз (баскетбол)
Хьюстон Кугэрз (англ. Houston Cougars) — студенческая баскетбольная команда, представляющая Хьюстонский университет в первом баскетбольном мужском дивизионе NCAA. Располагается в Хьюстоне (штат Техас). В настоящее время команда выступает в Американской спортивной конференции. Домашние игры проходят в «Ховхайнз-павильоне».
Наибольших успехов «Кугэрз» добились в 1983 и 1984 годах, когда в команде играли будущие звёзды НБА Клайд Дрекслер и Хаким Оладжьювон. С ними команда дважды выходила в финал турнира NCAA, однако оба раза проиграла. В 1983 году Северной Каролине Стэйт, а в 1984 году «Джорджтаун Хойяс», где главной звездой команды был Патрик Юинг.

## История

### Первые годы (1946—1956)
Мужская баскетбольная программа в университете Хьюстона была основана в 1945 году. Команда выступала в конференции Одинокой звезды и уже в 1946 году выиграла чемпионский титул и была приглашена участвовать в постсезонных играх — турнире National Association of Intercollegiate Athletics. Хотя в сезоне 1946/47 «Кугэрз» не сумели второй раз подряд завоевать чемпионский титул, команда вновь приняла участие в турнире NAIA. Всего за два сезона в постсезонных играх «Кугэрз» одержали две победы, потерпев два поражения.

### Переход в конференцию США (1996—1998)
После 21 года, проведённого в Юго-западной конференции, в 1996 году «Кугэрз» вошли в состав конференции США. Под руководством главного тренера Элвина Брукса команда провалила свой дебютный сезон в новой конференции. В сезоне 1996/97 «Кугэрз» внутри конференции показали результат 3-11, однако в следующем сезоне результат оказался ещё хуже — 2-14. Подобного результата (2 победы внутри конференции) команда не показывала с сезона 1950/51 — первого сезона Хьюстона в конференции Миссури Уэлли.

### Стремление к успеху (2000—2004)
В 2000 году университет нанял на пост главного тренера баскетбольной команды Рэя Маккалума, которому была поставлена задача вывести «Кугэрз» в турнир NCAA. Первые два сезона под его руководством команда проигрывала больше матчей, чем выигрывала, и только в сезоне 2001/02 «Кугэрз» смогли одержать 18 побед, потерпев 15 поражений. В этом же году Хьюстон сумел выиграть два матча в турнире конференции и поучаствовать в Национальном пригласительном турнире. Однако в последующие сезоны команда стала регрессировать и не смогла квалифицироваться даже для участия в турнире конференции США.

### Путь в турнир NCAA (2007—н.в.)
В 2007 году команда обновила свою игровую форму, а также получила новое прозвище «The Show—In 3D». «Кугэрз» надеялись впервые с 1992 года попасть в турнир NCAA. И первые игры показали, что надежды были обоснованы. До нового года команда одержала 11 побед при 1 поражении, однако в конце сезона «Кугэрз» проиграли несколько важных игр (включая две последние игры) и не смогли попасть в главный турнир. Вместо этого Хьюстон пригласили участвовать в турнире College Basketball Invitational, где «Кугэрз» дошли до полуфинала.
Сезон 2008/09 годов начался с поражения от «Джорджия Саутерн Иглз». В итоге, Хьюстон завершил сезон с результатом 21-12, и в турнире CBI проиграл уже в первом раунде.
Настоящим успехом для команды стал сезон 2009/10. Несмотря на средний результат в регулярном чемпионате, «Кугэрз» сумели стать победителями турнира конференции США, и команда была приглашена принять участие в турнире NCAA. В первом раунде «Кугэрз», посеянные под 13 номером, проиграли четвёртому номеру посева «Мэриленд Террапинс» со счётом 89:97.

## Закреплённые номера
В честь выдающихся заслуг в «Хьюстон Кугэрз» закреплены номера пяти игроков: Отиса Бёрдсонга, Клайда Дрекслера, Элвина Хейза, Хакима Оладжьювона и Майкла Янга.

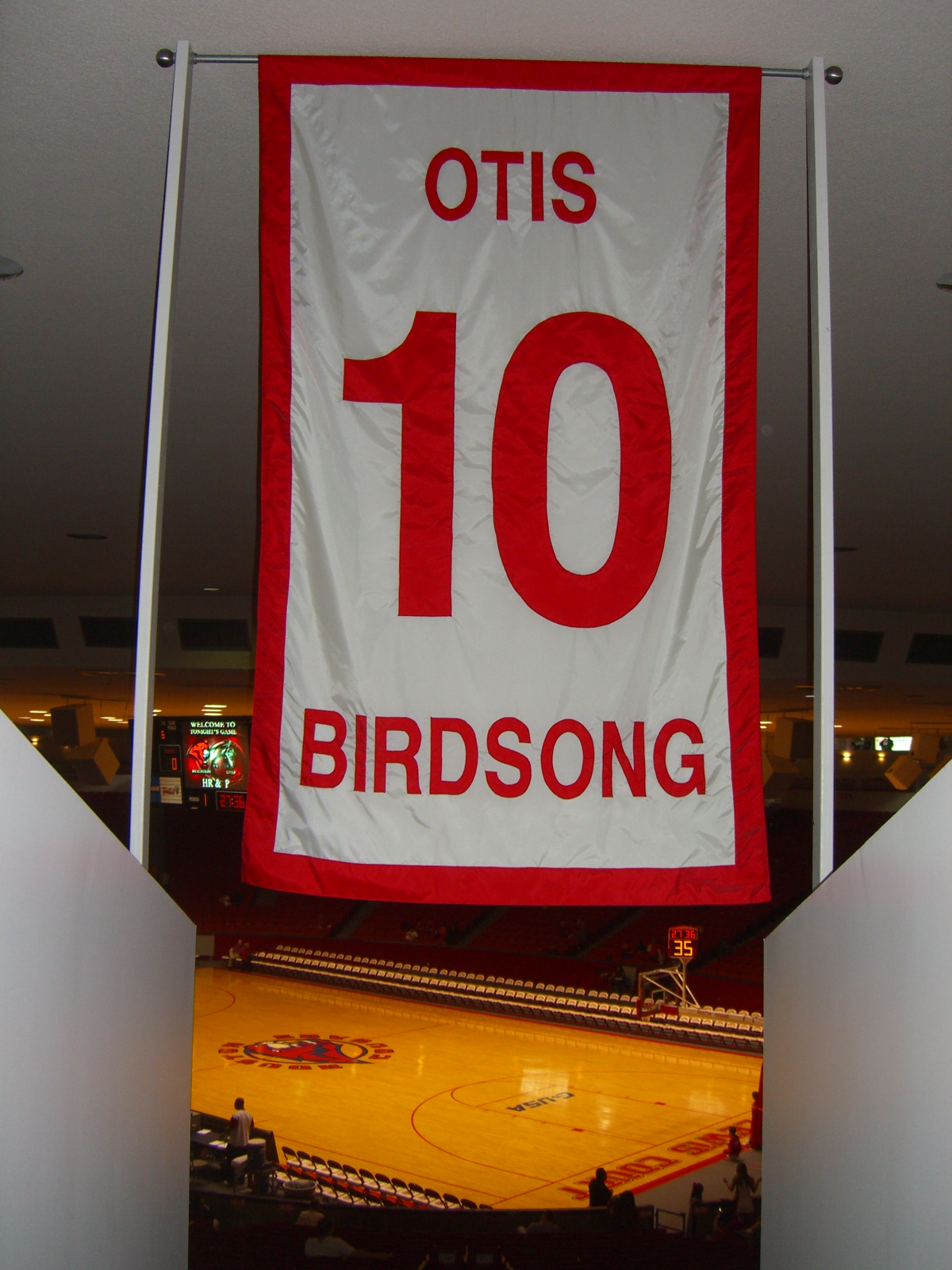
Отис Бёрдсонг 1973-1977
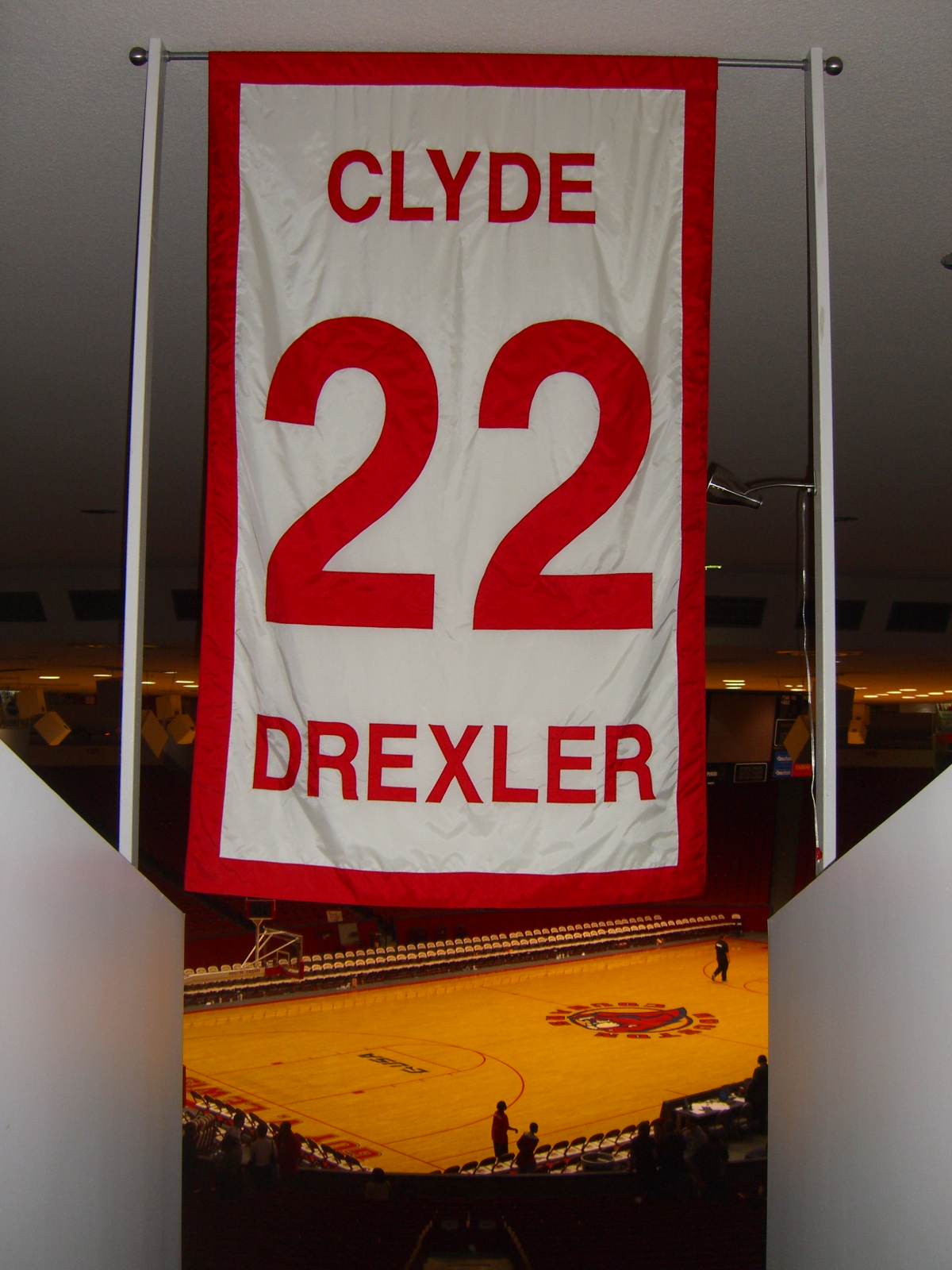
Клайд Дрекслер 1980-1983
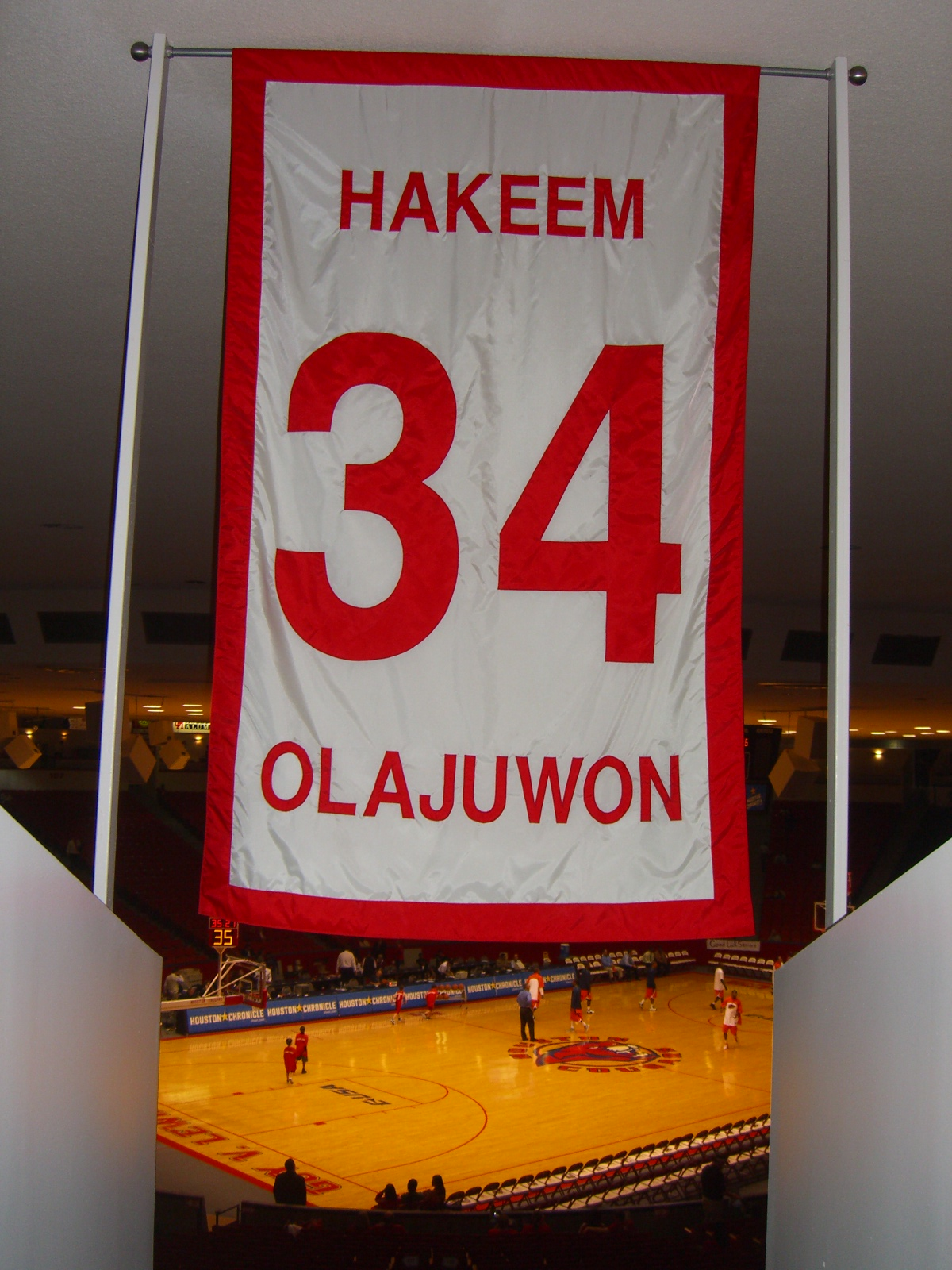
Хаким Оладжьювон 1981-1984
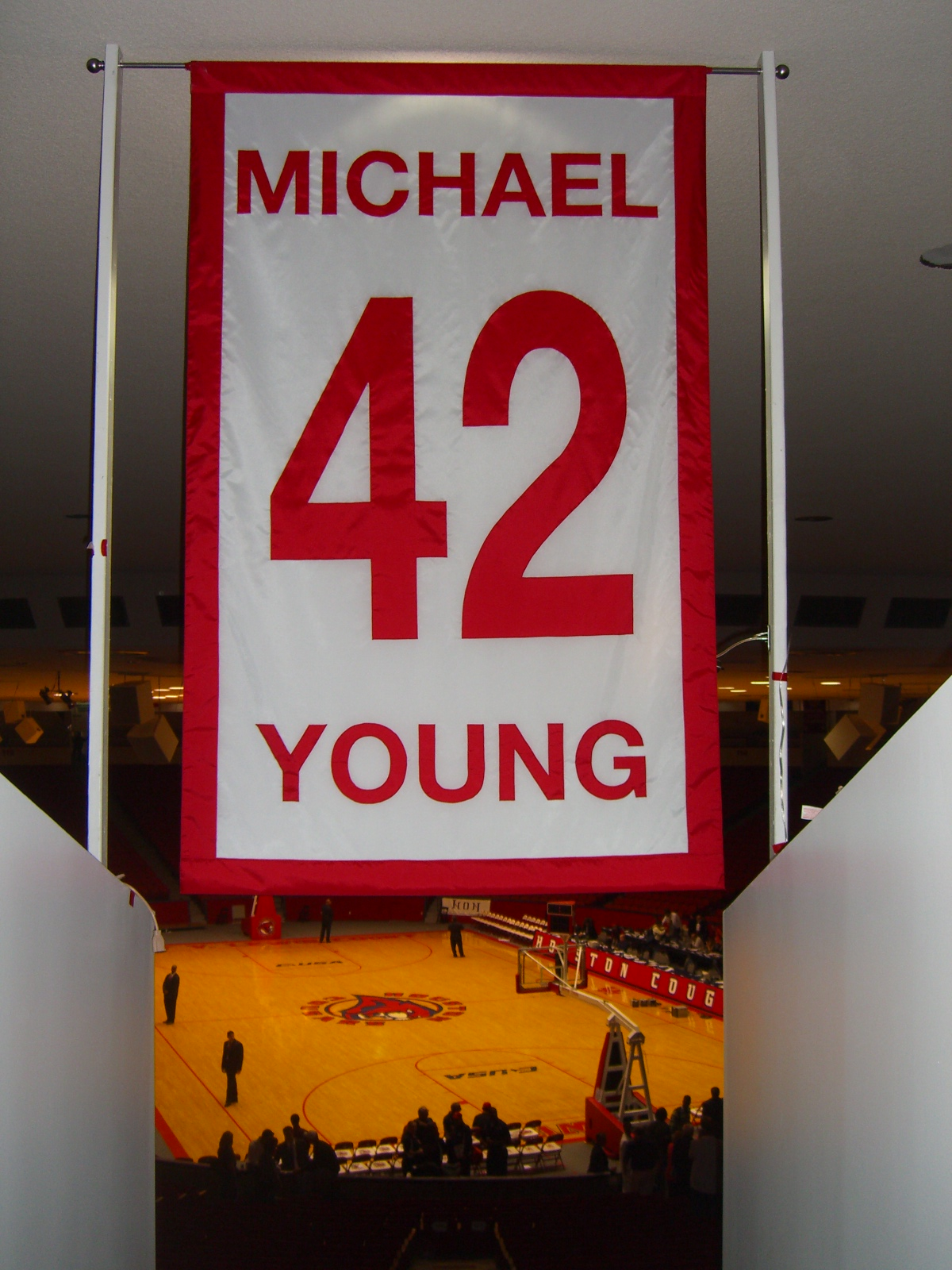
Майкл Янг 1980-1984
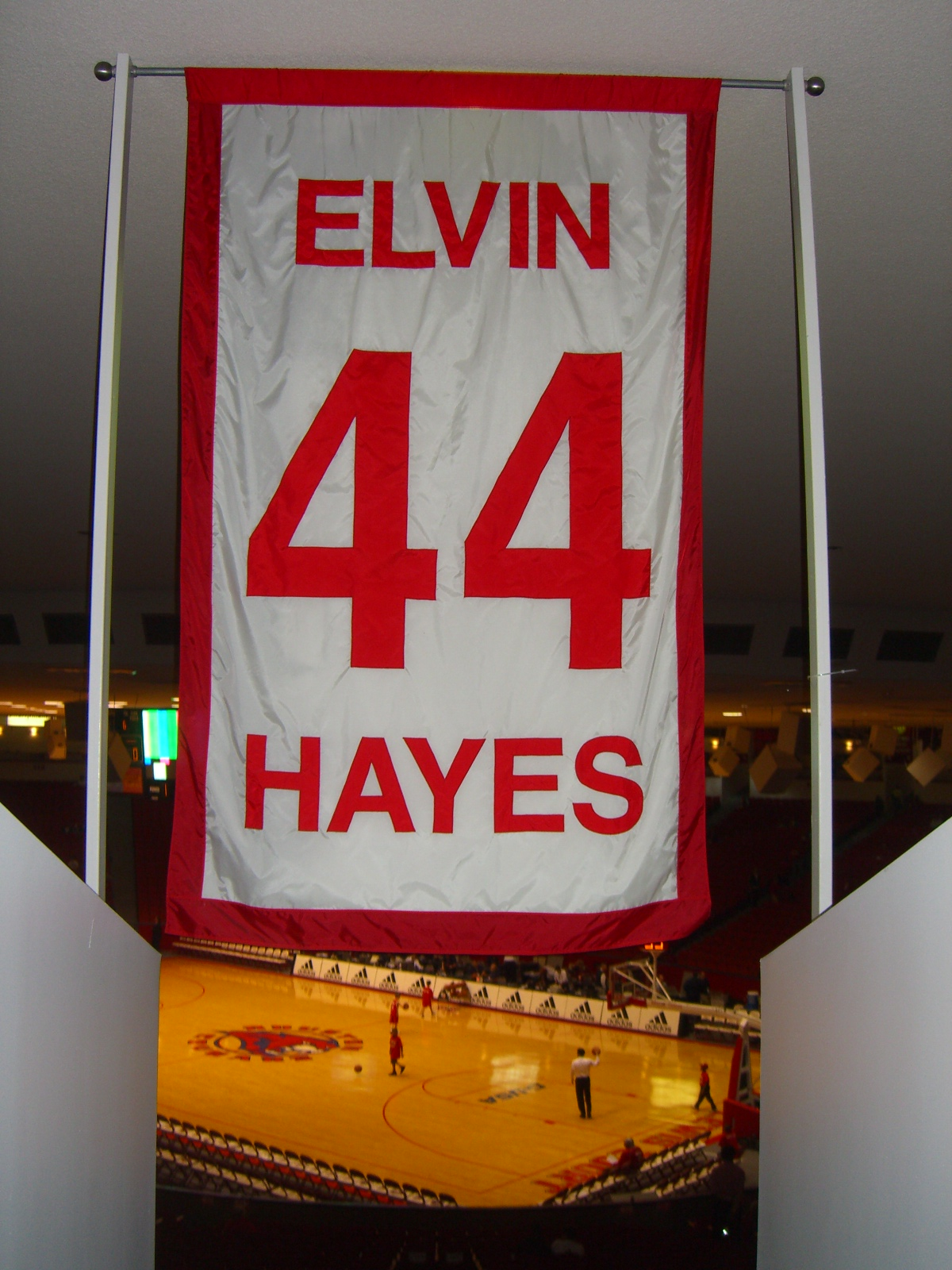
Элвин Хейз 1964-1968

## Достижения
- Финалист NCAA: 1983, 1984
- Полуфиналист NCAA: 1967, 1968, 1982, 1983, 1984
- Четвертьфиналист NCAA: 1967, 1968, 1982, 1983, 1984
- 1/8 NCAA: 1956, 1961, 1965, 1967, 1968, 1970, 1971, 1982, 1983, 1984, 2019
- Участие в NCAA: 1956, 1961, 1965, 1966, 1967, 1968, 1970, 1971, 1972, 1973, 1978, 1981, 1982, 1983, 1984, 1987, 1990, 1992, 2010, 2018, 2019
- Победители турнира конференции: 1978, 1981, 1983, 1984, 1992, 2010
- Победители регулярного чемпионата конференции: 1946, 1947, 1950, 1956, 1983, 1984, 1992, 2019